# Merodon papillus
Merodon papillus är en tvåvingeart som beskrevs av Vujic, Perez-banon och Snezana Radenkovic 2007. Merodon papillus ingår i släktet narcissblomflugor, och familjen blomflugor.
Artens utbredningsområde är Grekland. Inga underarter finns listade i Catalogue of Life.